# Mbeya
Mbeya es una ciudad de Tanzania, capital de la región homónima en el suroeste del país. Dentro de la región, forma una subdivisión equiparada a un valiato y es al mismo tiempo la sede administrativa del vecino valiato rural homónimo sin pertenecer al mismo.
En 2012, el territorio de la ciudad tenía una población total de 385 279 habitantes, lo que la convierte en la quinta ciudad más poblada del país.
Se ubica sobre la carretera B345, a medio camino entre el lago Rukwa y el lago Malawi. La carretera B345 se cruza aquí con la A104, que une Nairobi con Lusaka pasando por Dodoma. En los alrededores de la ciudad se ubican el lago Ngozi y las montañas Kipengere.

## Historia
La ciudad fue fundada en la década de 1920 como un asentamiento en torno a minas de oro que llevaban siendo exploradas desde 1905. A lo largo del siglo XX aumentó notablemente su población al establecerse aquí una estación del ferrocarril Tanzania-Zambia.

## Subdivisiones

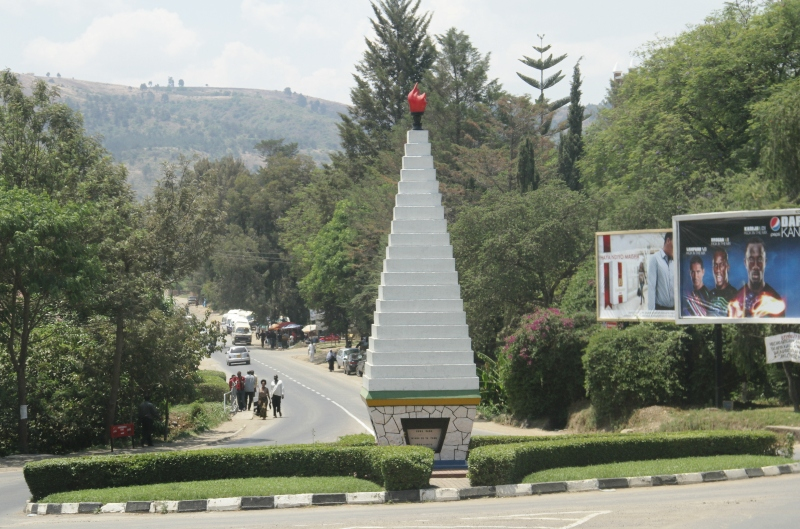
Rotonda en Mbeya.

El territorio de la ciudad se divide en las siguientes 36 katas:
- Forest
- Ghana
- Iduda
- Iganjo
- Iganzo
- Igawilo
- Ilemi
- Ilomba
- Isanga
- Isyesye
- Itagano
- Itende
- Itezi
- Itiji
- Iwambi
- Iyela
- Iyunga
- Iziwa
- Kalobe
- Maanga
- Mabatini
- Maendeleo
- Majengo
- Mbalizi Road
- Mwakibete
- Mwansekwa
- Mwasanga
- Nonde
- Nsalaga
- Nsoho
- Nzovwe
- Ruanda
- Sinde
- Sisimba
- Tembela
- Uyole

## Clima
| Parámetros climáticos promedio de Mbeya | Parámetros climáticos promedio de Mbeya | Parámetros climáticos promedio de Mbeya | Parámetros climáticos promedio de Mbeya | Parámetros climáticos promedio de Mbeya | Parámetros climáticos promedio de Mbeya | Parámetros climáticos promedio de Mbeya | Parámetros climáticos promedio de Mbeya | Parámetros climáticos promedio de Mbeya | Parámetros climáticos promedio de Mbeya | Parámetros climáticos promedio de Mbeya | Parámetros climáticos promedio de Mbeya | Parámetros climáticos promedio de Mbeya | Parámetros climáticos promedio de Mbeya |
| Mes                                     | Ene.                                    | Feb.                                    | Mar.                                    | Abr.                                    | May.                                    | Jun.                                    | Jul.                                    | Ago.                                    | Sep.                                    | Oct.                                    | Nov.                                    | Dic.                                    | Anual                                   |
| --------------------------------------- | --------------------------------------- | --------------------------------------- | --------------------------------------- | --------------------------------------- | --------------------------------------- | --------------------------------------- | --------------------------------------- | --------------------------------------- | --------------------------------------- | --------------------------------------- | --------------------------------------- | --------------------------------------- | --------------------------------------- |
| Temp. máx. media (°C)                   | 23.9                                    | 22.8                                    | 22.8                                    | 22.8                                    | 22.2                                    | 21.1                                    | 21.1                                    | 22.2                                    | 25                                      | 26.7                                    | 26.7                                    | 25                                      | 23.3                                    |
| Temp. mín. media (°C)                   | 13.9                                    | 13.9                                    | 13.9                                    | 12.8                                    | 11.1                                    | 8.9                                     | 7.8                                     | 8.9                                     | 11.1                                    | 12.8                                    | 13.3                                    | 13.9                                    | 11.7                                    |
| Precipitación total (mm)                | 190.5                                   | 160                                     | 160                                     | 114.3                                   | 17.8                                    | 0                                       | 0                                       | 2.5                                     | 2.5                                     | 15.2                                    | 55.9                                    | 137.2                                   | 853.4                                   |
| Fuente: Weatherbase                     |                                         |                                         |                                         |                                         |                                         |                                         |                                         |                                         |                                         |                                         |                                         |                                         |                                         |

## Deportes
- Tanzania Prisons
- Mbeya City FC